# Laurentius Lindebom
Laurentius Jonæ Lindebom, född oktober 1622 i Västerviks församling, död 2 augusti 1678 i Gladhammars församling, var en svensk ämbetsman.

## Biografi
Laurentius Lindebom föddes 1622 i Västerviks församling. Han var son till borgmästaren i Västerviks stad. Lindebom blev 1643 student vid Uppsala universitet och 1750 vid Greifswalds universitet. Han blev 1654 borgmästare i Västervik. Lindebom var under en tid häradshövding. Han avled 1678 i Gladhammars församling.
Lindebom ägde Mörghult i Gladhammars socken.